# 大切姆巴爾河
大切姆巴爾河（俄语：Чембар）是一条俄羅斯的河流，位於該國西部奔薩州，屬於沃羅納河的左支流，河道全長110公里，流域面積2,010平方公里，支流有小切姆巴爾河。